# Alena Chlopcava
Alena Ivanaŭna Chlopcava (in bielorusso Алена Іванаўна Хлопцава?, in russo Елена Ивановна Хлопцева?, Elena Ivanovna Chlopceva; Minsk, 21 maggio 1960) è un'ex canottiera sovietica, dal 1991 bielorussa.

## Palmarès

### Olimpiadi
- 2 medaglie:
  - 1 oro (Mosca 1980 nel due di coppia con l'Unione Sovietica)
  - 1 bronzo (Barcellona 1992 nel quattro di coppia con la Squadra Unificata)

### Mondiali
- 5 medaglie:
  - 2 ori (Lucerna 1982 nel quattro di coppia; Duisburg 1983 nel quattro di coppia)
  - 2 argenti (Vienna 1991 nel quattro di coppia; Hazewinkel 1985 nel quattro di coppia)
  - 1 bronzo (Karapiro 1978 nel quattro di coppia)